# Newcastle (Schiff, 1937)
HMS Newcastle (C76) war ein Leichter Kreuzer der Town-Klasse von 1936 und gehörte zur ersten Gruppe von fünf Schiffen dieser Klasse, die als Southampton-Klasse bezeichnet wurden. Ursprünglich sollte der Kreuzer den Namen Minotaur erhalten. Er war das siebente Schiff der Royal Navy, das nach der Stadt Newcastle benannt wurde. Zuletzt hatte von 1910 bis 1921 der Kreuzer Newcastle der alten Town-Klasse, der bei der Vorgängerwerft Armstrong-Whitworth in Newcastle-Elswick entstanden war, den Namen geführt.

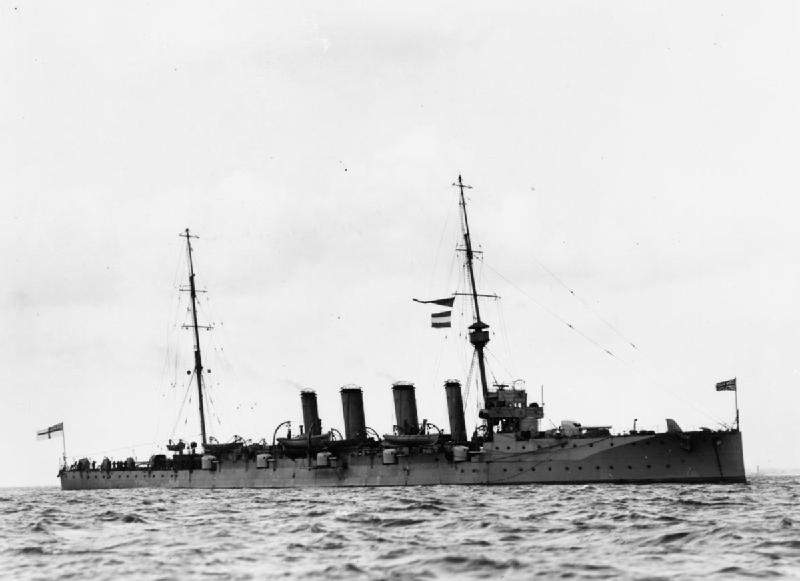
Die Newcastle von 1910

## Geschichte
Die Newcastle der neuen Town-Klasse entstand ab 1936 auf der Werft High Walker in Newcastle. Die Werft dort war von der Sir W.G. Armstrongs, Whitworth & Co. ab 1910 eingerichtet worden, um große Kriegsschiffe zu bauen, da die Hauptwerft der Firma für den Kriegsschiffbau Tyne-aufwärts in Elswick den Bau von Großkampfschiffen kaum erlaubte. Durch den Ersten Weltkrieg wurde dann aber der Kriegsschiffbau auch in Elswick fortgesetzt und als letztes großes Schiff entstand dort noch die im Juni 1918 vom Stapel gelaufene Eagle, die als Schlachtschiff für Chile begonnen worden war, aber von der Royal Navy Anfang 1918 angekauft, um als Flugzeugträger fertig gestellt zu werden. Mit der Kiellegung eines Schlachtschiffes für die Royal Navy im Oktober 1913 begann aber auch der Großschiffbau in High Walker. Unter der Baunummer 678 entstand dort die Anfang 1916 abgelieferte Malaya. Bis zum Kriegsende und darüber hinaus entstanden auf der Werft verschiedenste Schiffe, darunter die leichten Schlachtkreuzer Courageous und Furious, der Flugzeugträger Hermes und als letztes Schiff für die Royal Navy von 1922 bis 1927 das moderne Schlachtschiff Nelson. Die Baunummern der Neubauten machten in der Armstrong-Zeit nicht deutlich auf welcher der drei Werften am Tyne die Schiffe entstanden. Als die Firma Vickers Ende 1927 Armstrongs-Whitworth übernahm, sollte der Schiffbau des Konzerns Vickers-Armstrong sich auf Barrow konzentrieren. Die Werft in Elswick hatte schon 1920 mit der Eagle den Schiffbau eingestellt, Low Walker baute bis 1931 noch einige Tanker und High Walker lieferte mit dem Motorfrachter Brimanger Ende 1929 den letzten Auftrag nach Norwegen ab. Nur als Reparaturwerft und Gelegenheitsneubauwerft bei Auftragsüberschüssen vorgesehen, entstand allerdings fast im Anschluss die über 22.000 BRT große Monarch of Bermuda auf der Werft, die nach der Fertigstellung dieses Drei-Schornsteiners 1931 geschlossen wurde. Mit der Vergabe der Newcastle (Baunummer 2) nach High Walker 1934 begann wieder die regelmäßige Nutzung der Werft für den Kriegsschiffbau.
Die Kiellegung der neuen Newcastle erfolgte am 4. Oktober 1934, der Stapellauf dann am 23. Januar 1936 und die Abnahme des Kreuzer am 5. März 1937 jeweils als erstes schiff der neuen Kreuzerklasse. Während der Bauzeit des Kreuzer stellte die Werft zwei Zerstörer der H-Klasse fertig, brachte den Folgeauftrag mit dem Schwesterschiff Sheffield zu Wasser und begann mit dem Bau des Schlachtschiffs King George V und von vier Zerstörern der Tribal-Klasse.

## Einsatzgeschichte
Nach ihrer Indienststellung im März 1937 gehörte die Newcastle bis 1939 der 2nd Cruiser Squadron bei der Home Fleet an und befand sich beim Kriegsausbruch zur Überholung in Devonport. Ab dem 15. September 1939 war der Kreuzer bei der Home Fleet wieder einsatzbereit und wurde zum Schutz des britischen Schiffsverkehrs und zur Überwachung der nördlichen Zugänge zur Nordsee eingesetzt. Am 12. November 1939 stellte die Newcastle an der Dänemarkstraße vor Island den Frachter Parana (1921, 5986 BRT) der Hamburg Süd, der am 9. Oktober Montevideo verlassen hatte, um Deutschland zu erreichen. Die Besatzung versenkte ihr Schiff vor Kaperung durch den Kreuzer selbst. Am 23. November entdeckte der Kreuzer zwischen Island und Färöer dann die deutschen Schlachtschiffe Gneisenau und Scharnhorst, die Überlebende des versenkten Hilfskreuzers Rawalpindi retteten. Die Newcastle konnte sich vor den deutschen Schiffen zurückziehen. Diese brachen daraufhin ihren Durchbruchsversuch in den Atlantik ab. Durch Rawalpindi und Newcastle alarmiert, versuchte die Home Fleet vergeblich die Deutschen zu stellen. Der Kreuzer konnte bei sehr schlechter Sicht und schweren Wetter nur kurz zu den gegnerischen Schiffen Fühlung halten. Anfang Januar 1940 versenkte die Newcastle noch das Wrack der Bahia Blanca (1918, 8558 BRT) der Hamburg-Süd, die beim Versuch des Durchbruchs durch die Dänemarkstraße mit einem Eisberg kollidiert war. Von Ende Januar bis Ende Mai 1940 musste der Kreuzer auf der Bauwerft wegen einer Anhäufung kleinerer Defekte überholt werden.

### Einsätze 1940 bis 1942

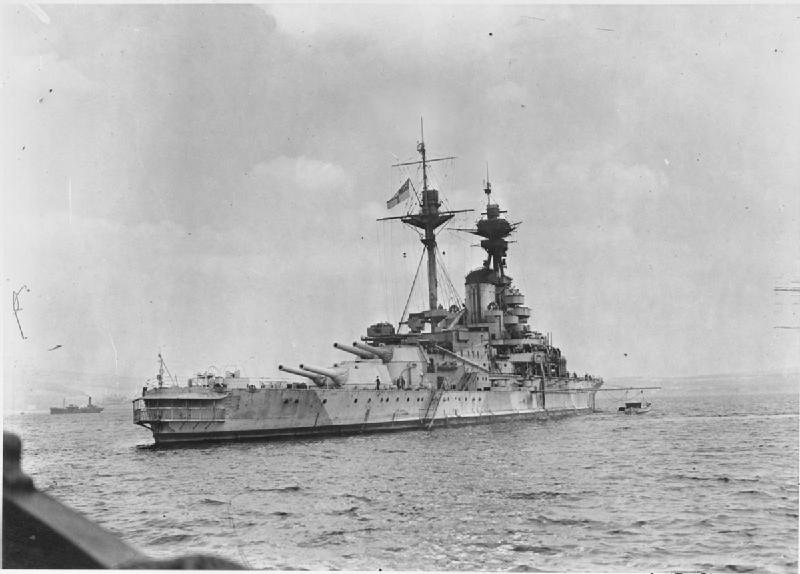
Die Revenge

Am 11. Oktober 1940 gehörte der Kreuzer zu einem Verband um das Schlachtschiff Revenge, das nach koordinierten Bombenangriffen der Royal Air Force auf die Hafenanlagen in Cherbourg mit Blenheim- und Wellington-Bombern diese noch zusammen mit der 5. Zerstörerflottille (Javelin, Jupiter, Kelvin, Kipling, Jackal, Jaguar und Kashmir) beschießen sollte. In den frühen Morgenstunden des 11. gab das Schlachtschiff in 18 Minuten 120 Schuss mit ihren 38-cm-Geschützen aus einer Distanz von 13 km auf die Hafenanlagen der französischen Stadt ab; dazu kamen 801 Granaten der 12-cm-Geschütze der begleitenden Zerstörer. Die Newcastle war nur für die Sicherung gegen befürchtete deutsche Überwasserangriffe mit den Zerstörern Wanderer, Broke sowie den polnischen Burza und Garland und einigen Motorkanonenbooten (MGBs) eingesetzt und beteiligte sich nicht an der Beschießung, für die der Kreuzer Emerald Leuchtgranaten zur Zielbeleuchtung schoss. Die aufwendige Operation sollte deutsche Invasionsvorbereitungen und die Nutzung französischer Häfen als Basen der Kriegsmarine stören und die Zugriffsmöglichkeiten der Briten demonstrieren.

Am 17. Oktober kam es zu einem kurzen Gefecht auf etwa 16 km Distanz zwischen der Newcastle mit der Emerald sowie fünf Zerstörern und vier deutschen Zerstörern vor der britischen Südwestspitze. Der deutsche Führer der Zerstörer (F.d.Z.), Kapitän zur See Erich Bey auf der Friedrich Ihn wollte mit den in Brest stationierten Zerstörern Erich Steinbrinck, Hans Lody und Karl Galster einen Vorstoß zum Bristolkanal gegen den alliierten Schiffsverkehr durchführen, den die in Cherbourg stationierte 5. Torpedobootsflottille mit Seeadler, Falke, Greif, Jaguar, Kondor und Wolf unterstützen sollte. Die deutschen Zerstörer zogen sich vor dem überlegenen britischen Verband zurück; die gewarnten Torpedoboote erreichten das Gefechtsfeld nicht. Die Newcastle erlitt Schäden durch die Abschüsse der Fronttürme bei großer Erhöhung und konnten den schnelleren deutschen Booten nicht folgen, zumal an der Maschine Probleme auftraten.

Im November 1940 war der Kreuzer an einer Konvoi-Operation durch das Mittelmeer von Gibraltar bis nach Alexandria und am 27. südlich Sardinien am Seegefecht gegen die italienische Flotte bei Cape Spartivento beteiligt.
Vom 1. Dezember 1940 bis zum August 1941 diente die Newcastle als Flaggschiff der im Südatlantik gegen deutsche Handelsstörer und Blockadebrecher eingesetzten Einheiten der Royal Navy. So suchte sie nach dem deutschen Hilfskreuzer Thor nach dessen Gefecht mit dem britischen Hilfskreuzer Carnarvon Castle am 5. Dezember und später im Monat nach dem deutschen Panzerschiff Admiral Scheer. An den beiden erfolglosen Suchoperationen waren auch die Kreuzer Cumberland und Enterprise beteiligt. Während des Einsatzes im Südatlantik wurde der Kreuzer auch mit Radar ausgerüstet. Am 25. Juli 1941 gelang es Newcastle südöstlich der Mündung des Río de la Plata den deutschen Frachter Erlangen zu stellen, der von Argentinien in den deutschen Machtbereich durchbrechen wollte. Die deutsche Besatzung versenkte ihr Schiff beim Herankommen des britischen Kreuzers selbst.

Ab dem 7. August 1941 verlegte der Kreuzer dann von Rio de Janeiro über Freetown in die USA zur Grundüberholung, die am 20. September auf dem Boston Navy Yard begonnen wurde. Restarbeiten, insbesondere eine neue Radarausstattung, erfolgten dann im Januar 1942 in Plymouth, bevor das Schiff zum 4. Kreuzergeschwader bei der Eastern Fleet verlegte, um dort zur Sicherung von Versorgungs- und Truppentransporten eingesetzt zu werden. Am 27. Mai wurde die Newcastle mit dem Schwesterschiff Birmingham und den Zerstörern Fortune und Griffin an die Mittelmeerflotte abgegeben, um an der Operation Vigorous zur Versorgung Maltas teilzunehmen. Der Ostkonvoi mit acht Kreuzern (davon zwei der Town-Klasse als schwerste Einheiten) wurde wegen der ausgelaufenen italienischen Schlachtflotte und den intensiven Luftangriffe schließlich abgebrochen. Auf dem Rückmarsch wurde die Newcastle am 15. Juni 1942 von einem Torpedo des deutschen Schnellboots S 56 (Kapitänleutnant Siegfried Wuppermann) 90 Seemeilen nordwestlich von Derna getroffen. Der Kreuzer hatte ein großes Loch an der Steuerbordseite, das weitere Schäden am Rumpf und in der Maschine verursachte. Auch der Bugturm war nicht mehr einsetzbar. Allerdings kam es zu keinen Personalverlusten. Das schwer beschädigte Schiff erreichte Alexandria, wo nur notdürftig repariert werden konnte. Ein erster Versuch, das Schiff nach Südafrika zur Reparatur zu überführen, endete mit schweren Wetterschäden hinter Aden. Nach einer weiteren Notreparatur im Juli in Aden wurde der Kreuzer nach Bombay überführt, wo er für eine Fahrt in die USA hergerichtet wurde. Am 7. September marschierte das beschädigte Schiff dann über Mauritius, Kapstadt, Pernambuco und Bermuda in die USA, wo am 11. Oktober im Brooklyn Navy Yard die Instandsetzung begonnen werden konnte. Von Ende Dezember 1942 bis März 1943 erfolgte dann die endgültige Ausrüstung des Kreuzers mit einer aktuellen britischen Radarausstattung (Type 281 zur Luftraumüberwachung, Type 284 zur Feuerleitung der Hauptartillerie und Type 285 zur Feuerleitung der Flugabwehrwaffen) und zusätzlichen 20 mm-Oerlikon-Kanonen zur Verbesserung der Nahbereichs-Flugabwehr.

### Weitere Einsätze ab 1943

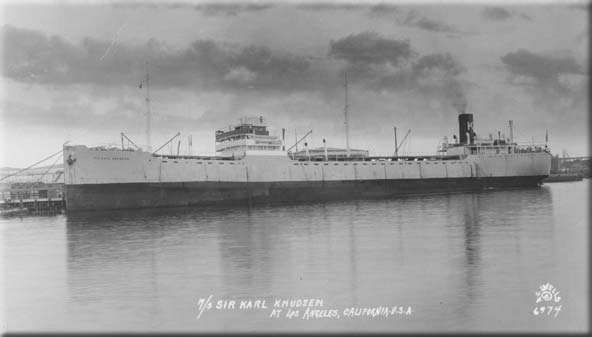
Charlotte Schliemann noch als Sir Karl Knudsen

Nach dem Werftaufenthalt eskortierte die Newcastle ab dem 6. April 1943 den Truppentransport WS 29 von Großbritannien über Freetown nach Kapstadt, um sich wieder der Eastern Fleet im Indischen Ozean anzuschließen. Als Flaggschiff des 4. Kreuzergeschwaders suchte sie erfolglos Ende Juni 1943 mit dem Kreuzer Suffolk und den Zerstörern Nizam (RAN), Racehorse und Relentless nach dem deutschen U-Boot-Versorger Charlotte Schliemann. Nach weiteren Routinesicherungen im Indischen Ozean begann vom 19. bis 30. Januar 1944 nochmals eine verstärkte Suche nach dem deutschen U-Boot-Versorger von Mauritius aus erneut mit Suffolk sowie der River-Fregatte Bann und dem Geleitträger Battler. Gleichzeitig suchten auch der Hilfskreuzer Canton, der Kreuzer Kenya und der australische Zerstörer Nepal vergeblich bei schlechten Wetterbedingungen nach dem Versorger.
Eine weitere Suchoperation der Newcastle ab dem 5. März von Mauritius mit der Battler und den Zerstörern Quadrant (RAN) und Roebuck nach dem deutschen U-Boot-Versorger Brake südwestlich der Cocos Islands war erfolgreicher, da eine Maschine der Battler am 12. den Tanker entdeckte, der sich bei Annäherung der Roebuck selbst versenkte.
Vom 16. bis 21. April 1944 beteiligte sich die Newcastle von Trincomalee aus mit den Schlachtschiffen Queen Elizabeth und Valiant sowie der französischen Richelieu, den Kreuzern Ceylon, Gambia sowie der niederländischen Tromp an der Sicherung eines Vorstoßes der Träger Illustrious und Saratoga zu Luftangriffen auf Sabang. Vom 6. bis 27. Mai folgte die ähnliche Operation TRANSOM mit Luftangriffen auf Soerabaya, auf der die eingesetzten Schiffe am 15. im australischen Exmouth Gulf versorgt wurden.
Im Juni ging die Newcastle dann zur Überholung nach Simonstown, um am 10. Oktober der Eastern Fleet wieder zur Verfügung zu stehen. Von November 1944 bis Januar 1945 folgten weitere Begleiteinsätze bei Flugzeugträgergruppen, die Luftangriffe gegen Landziele nahe der Front in Burma oder in Indonesien flogen. Dazu kamen Einsätze des Kreuzers als Transporter von Truppen im Rahmen der Landungen von britischen Truppen hinter der Front.
Nach zwei Monaten in der Konvoisicherung im Indischen Ozean trat der Kreuzer im April 1945 den Rückmarsch in die Heimat an und erreichte am 23. Mai 1945 Devonport.
Der Kreuzer wurde am Tyne überholt und ab September in Rosyth endgültig neu ausgerüstet.

## Nachkriegsverwendungen

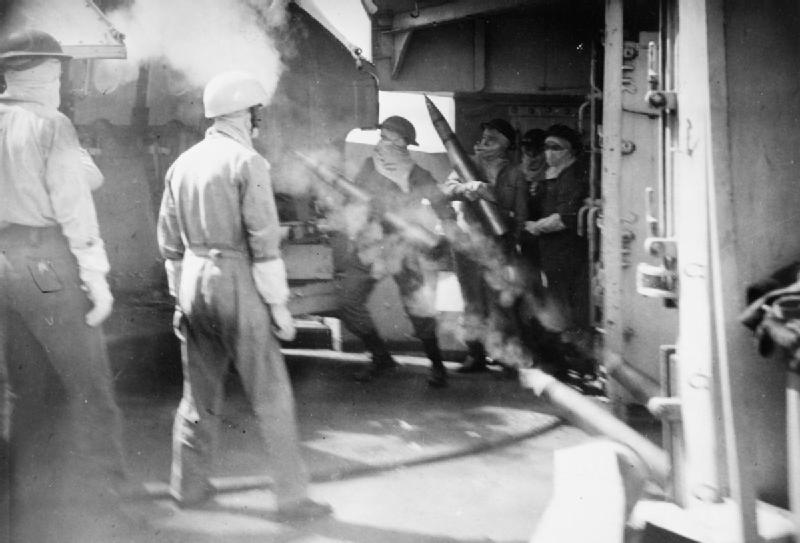
Geschützbedienung der HMS Newcastle während des Koreakrieges

Die überholte Newcastle wurde nach Abschluss der Arbeiten für Truppentransporte aus dem Fernen Osten in die Heimat eingesetzt. 1948 wurde sie als Flaggschiff des 1. Kreuzergeschwaders bei der Mediterranean Fleet eingesetzt und dann nochmals überholt. 1952 wurde sie wieder nach Ostasien verlegt und nahm an den UN-Operationen in Korea teil. Nach deren Abschluss kehrte sie durch den Panamakanal nach Großbritannien zurück. Es folgte ein weiterer Einsatz im Fernen Osten, während sie die Olympischen Spiele in Sydney im November 1956 besuchte. Während dieser letzten Einsatzzeit besuchte sie auch den Persischen Golf und Rangoon. Aus dem Fernen Osten kehrte sie wieder durch den Panama-Kanal zurück und wurde im September 1958 in Portsmouth außer Dienst gestellt. Schon 1959 wurde sie zum Abbruch verkauft, der im August in Faslane begonnen wurde.

## Weblinks

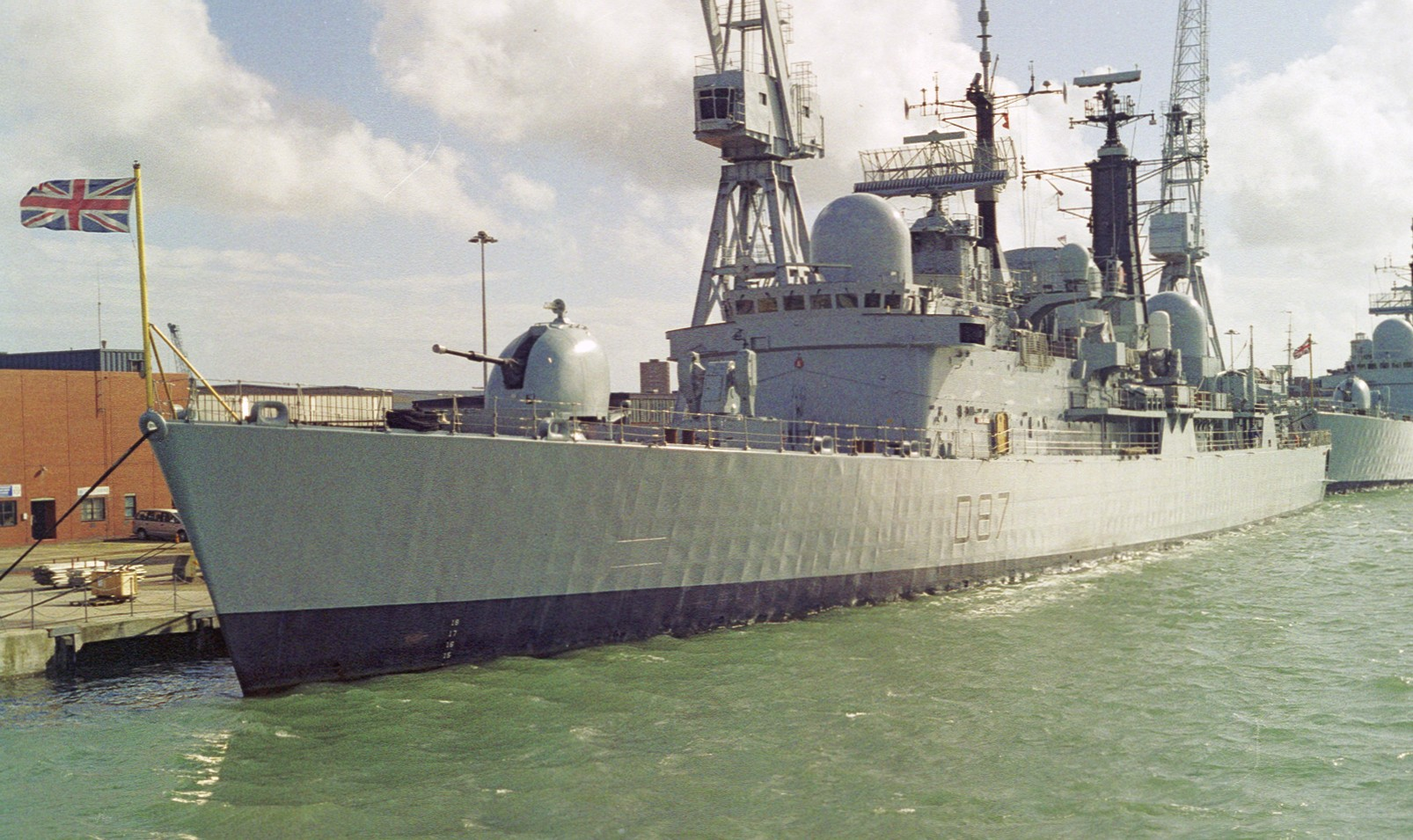
Type 42-Zerstörer Newcastle (D87)